# Edmond Apéti Kossivi
Edmond Apéti Kossivi, conosciuto anche come Docteur Kaolo (Tsévié, 1946 – Lomé, 2 luglio 1972), è stato un calciatore togolese, di ruolo attaccante.

## Biografia
Era il nono figlio di Eklu Apéti e di Afansi Boko.
La sera del 2 luglio 1972, Docteur Kaolo è rimasto vittima di un incidente stradale: è caduto dal motorino mentre cercava di evitare un pedone. Il trauma cranico lo ha portato alla morte prima ancora di raggiungere l'ospedale. Gli è stato dedicato lo stadio di Tsévié, sua città natale.

## Caratteristiche tecniche
Era considerato un ottimo attaccante, in grado di cambiare il corso di una partita con le sue improvvise accelerazioni e colpi. Per il suo dribbling chirurgico e e la finezza dei movimenti, paragonati al tratto delle penne di marca Kaolo, la migliore sul mercato togolese in quel momento, venne soprannominato Docteur Kaolo.

## Carriera

### Club
Formatosi presso il centro Roc Invincible, passa giovanissimo all'Étoile Lomé, passa giovanissimo all'Étoile Lomé, una delle principali squadre togolesi dell'epoca. Con i capitolini ha vinto tre campionati togolesi, raggiungendo le finali della Coppa dei Campioni d'Africa 1968, persa contro i congolesi del TP Englebert; nella finale di ritorno Docteur Kaolo segnò due reti nell'inutile vittoria per 4-1.

### Nazionale
Venne convocato con nazionale togolese nel 1965 ai I Giochi panafricani, senza però mai esordire. Con gli Sparvieri esce al primo turno nella Coppa delle nazioni africane 1970, eliminato dalla Guinea. Nell'edizione seguente, nonostante le quattro reti segnate non supera la fase a gironi del torneo.

## Statistiche

### Cronologia presenze e reti in nazionale
| Cronologia completa delle presenze e delle reti in nazionale ― Ghana | Cronologia completa delle presenze e delle reti in nazionale ― Ghana | Cronologia completa delle presenze e delle reti in nazionale ― Ghana | Cronologia completa delle presenze e delle reti in nazionale ― Ghana | Cronologia completa delle presenze e delle reti in nazionale ― Ghana | Cronologia completa delle presenze e delle reti in nazionale ― Ghana | Cronologia completa delle presenze e delle reti in nazionale ― Ghana | Cronologia completa delle presenze e delle reti in nazionale ― Ghana |
| Data                                                                 | Città                                                                | In casa                                                              | Risultato                                                            | Ospiti                                                               | Competizione                                                         | Reti                                                                 | Note                                                                 |
| -------------------------------------------------------------------- | -------------------------------------------------------------------- | -------------------------------------------------------------------- | -------------------------------------------------------------------- | -------------------------------------------------------------------- | -------------------------------------------------------------------- | -------------------------------------------------------------------- | -------------------------------------------------------------------- |
| 24-02-1972                                                           | Yaoundé                                                              | Mali                                                                 | 3 – 3                                                                | Togo                                                                 | Coppa d'Africa 1972 - 1º turno                                       | 3                                                                    |                                                                      |
| 26-02-1972                                                           | Yaoundé                                                              | Cambogia                                                             | 2 – 0                                                                | Togo                                                                 | Coppa d'Africa 1972 - 1º turno                                       | -                                                                    |                                                                      |
| 28-02-1972                                                           | Yaoundé                                                              | Kenya                                                                | 1 – 1                                                                | Togo                                                                 | Coppa d'Africa 1972 - 1º turno                                       | 1                                                                    |                                                                      |
| 06-06-1972                                                           | Lomé                                                                 | Togo                                                                 | 0 – 0                                                                | Zaire                                                                | Qual. Mondiali 1974                                                  | -                                                                    |                                                                      |
| 20-06-1972                                                           | Kinshasa                                                             | Zaire                                                                | 4 – 0                                                                | Togo                                                                 | Qual. Mondiali 1974                                                  | -                                                                    |                                                                      |
| Totale                                                               |                                                                      | Presenze                                                             | 5+                                                                   |                                                                      | Reti                                                                 | 4+                                                                   |                                                                      |

## Palmarès

### Club
- Première Division: 3

Étoile Filante de Lomé: 1965, 1967, 1968